# 福岡堰

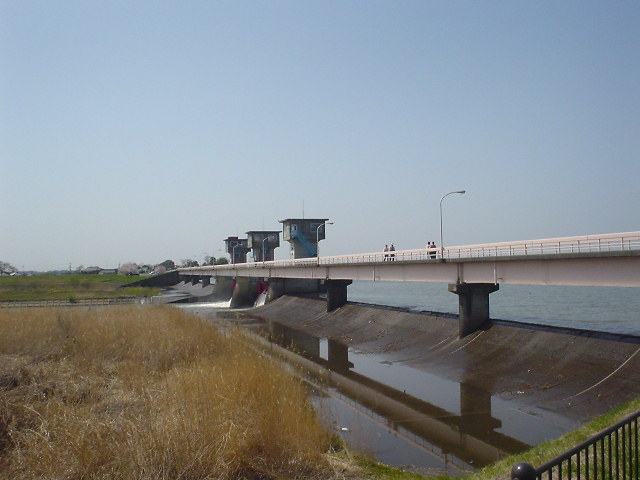
福岡堰（2004年4月撮影）

福岡堰（ふくおかぜき）は、茨城県つくばみらい市北山にある小貝川にかかる堰。岡堰、豊田堰とともに関東三大堰の一つに数えられる。また、福岡堰さくら公園についてもここで取り上げる。

## 概要

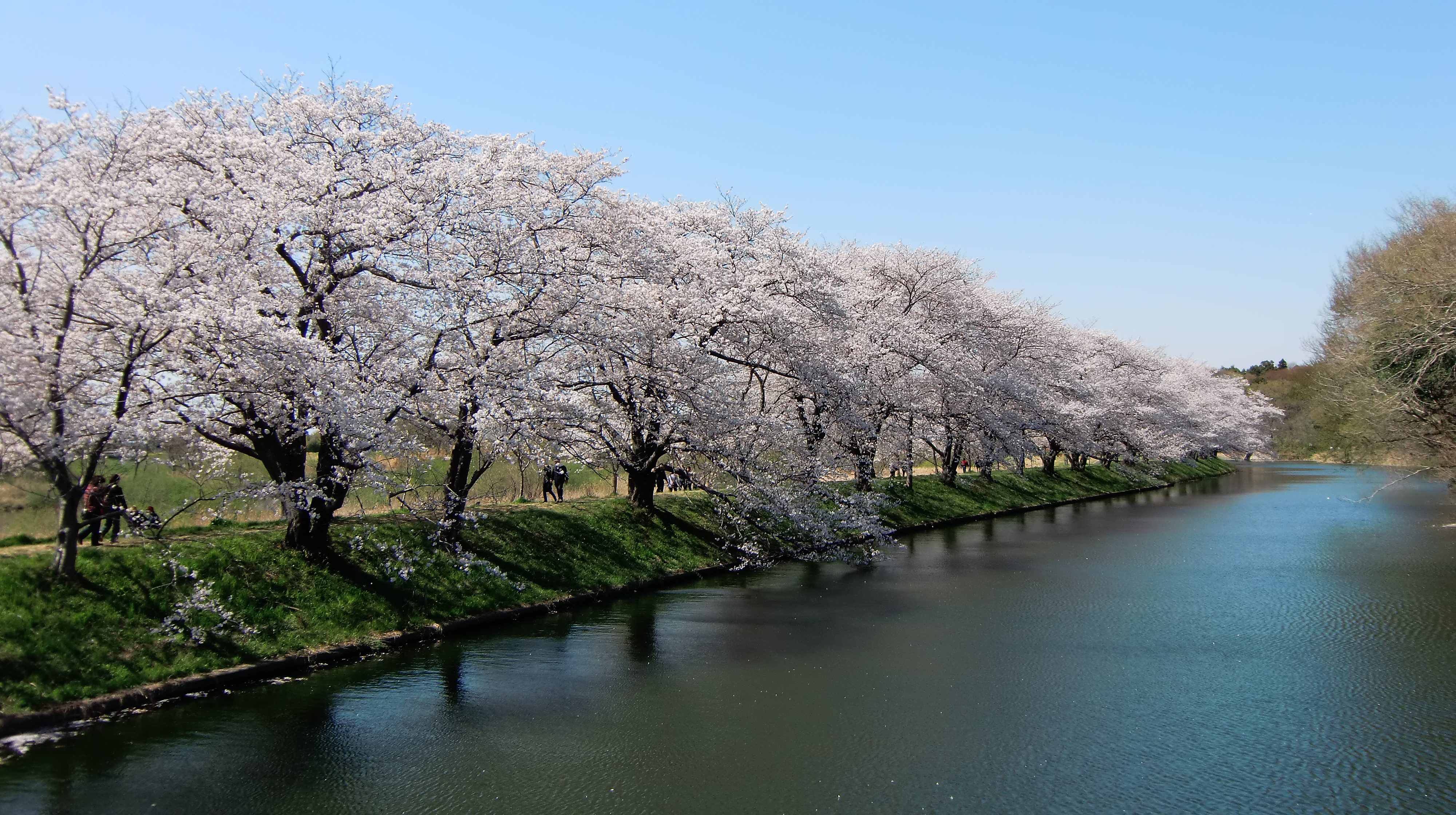
用水と桜並木

元和年間の新田開発に伴い、1625年（寛永2年）に関東郡代伊奈忠治により、灌漑用水として建設された堰である。当初は山田沼堰と呼ばれ、1722年（享保7年）に福岡地内（現在の北山）に改設し、福岡堰となった。
1886年（明治19年）に木造、1923年（大正12年）に鉄筋コンクリートに改築し、小貝川の流量増大と老朽化のため、1971年（昭和46年）に再度改築。貯水量は275万tで、現在も下流域の水田の用水源となっている。
小貝川と堰の間を流れる用水の堤には、1.8km、約550本もの桜（ソメイヨシノ）が並び、桜の名所となっており、遊歩道や多目的広場が整備され、2006年（平成18年）3月には「福岡堰さくら公園」も整備されている。
2006年（平成18年）には農林水産省による疏水百選に選ばれた。

## 福岡堰さくら公園
福岡堰を中心とした水辺環境整備の一環として、福岡堰周辺の昔ながらの景観を活かしつつ、生態系に配慮した｢水と緑のふれあい空間｣として、人々が集い、憩うことのできる公園として整備された。桜類が153本、アヤメ類が300m2の植栽がある。

## 交通
- 首都圏新都市鉄道つくばエクスプレスみらい平駅より、コミュニティバス「みらい号」北西ルート｢福岡寺前｣、もしくは「水門」下車、徒歩20分。
- 首都圏新都市鉄道つくばエクスプレスみどりの駅よりバス、｢福岡寺前｣もしくは「水門」下車、徒歩20分。